# Кирсаново (Харьковская область)
Кирсаново (с 1920-х до окончания ВОВ - Кирсановка ) (укр. Кирсанове) — село, 
Лизогубовский сельский совет,
Харьковский район,
Харьковская область.
Код КОАТУУ — 6325181502. Население по переписи 2001 года составляет 202 (100/102 м/ж) человека.

## Географическое положение
Село Кирсаново находится на левом берегу реки Уды,
выше по течению примыкает село Шубино,
ниже по течению примыкает село Хмаровка,
на противоположном берегу — село Красная Поляна (Змиёвский район).
На расстоянии в 1 км расположено село Лизогубовка.
К селу примыкает большой лесной массив (сосна).

## История
- 1647 — дата основания слободы Кирсановой.
- В 19 веке на топографических картах Шуберта село называется Кирсаново.
- В 1920-х-1930-х годах Архангело-Михайловский храм был канонично православным и принадлежал Харьковской и Ахтырской епархии РПЦ[5]; священником в 1932 году был Нигровский, Василий Владимирович, 1873 года рождения.[5]
- В  1940 году, перед ВОВ, в Кирсановке было 68 дворов и православная церковь.[2]